# Corporación de derecho público (España)
Una corporación de derecho público es una figura jurídica que se aplica a algunas entidades autónomas que representan los intereses de ciertos sectores sociales ante los Poderes Públicos y desempeñan funciones públicas de ordenación de dicho sector. Estas entidades adoptan forma asociativa y están constituidas con arreglo a una Ley que determina sus fines, estructura y funcionamiento.
Son, por un lado, de base privada, al constituirse con el fin de representar y defender los intereses de un determinado colectivo, y al mismo tiempo de dimensión pública, ya que pueden ejercer ciertas funciones públicas de orden administrativo por atribución del Ordenamiento o delegación expresa de la Administración. Por esta misma razón, están sujetas al Derecho privado, si bien en algunos aspectos pueden quedar sujetas al Derecho Administrativo.
Son corporaciones de derecho público las cámaras oficiales, las Reales Academias, los colegios profesionales, las cofradías de pescadores, etc.
La pertenencia a estas corporaciones es obligatoria para todos aquellos que pretendan ejercer determinados derechos (p.e. el ejercicio de una profesión en el caso de los colegios profesionales)